# 孔僖
孔僖（1世纪—88年），字仲和。鲁国鲁县（今山东省曲阜市）人，东汉官员。孔子十九代孫。
他是孔安国九代孙，世传《古文尚书》、《毛诗》。曾祖父孔子建，孔子建在长安，与崔篆爲好友。崔篆在王莽时为建新大尹，曾劝孔子建出仕。孔子建回答：“我有布衣之心，你有衮冕之志，各从所好，不更好吗！道已不同，请从此告辞。”于是回家，于家中去世。
孔僖与崔篆孙崔骃也是好友，在太学习《春秋》。读到吴王夫差，孔僖感叹：“像夫差，就是所谓画龙不成反为狗。”崔驷说：是这样，过去汉武帝开始作皇帝时才十八岁，崇信圣道，师则先王，五六年间，国家的繁荣号称胜过文景之世。到后来他任意所为，忘记了过去推行的善政。孔僖说：“书传这样的事情多了！”邻房生梁郁说：“如此，武帝也是狗了？”孔僖、崔骃默然不对。梁郁怒恨，上书告发孔僖、崔骃诽谤先帝，讽刺当世。朝廷调查审讯孔僖、崔骃。孔僖上书汉章帝申诉。汉章帝没有怪罪孔僖之意，孔僖上奏后，立刻下诏不要过问，拜孔僖为兰台令史。
元和二年（85年）春，汉章帝刘炟到东方视察，回朝时经过鲁国，到达阙里（今山东曲阜城内阙里街），以太牢的礼仪祭祀孔子及其七十二贤弟子，弹奏黄帝、尧、舜、禹、汤、周六代的古乐，接见孔氏家族中二十岁以上的男子六十三人，并且命令儒者讲解《论语》。孔僖表示感谢。汉章帝说：“今日之会，难道对孔卿宗族有光荣吗？”孔僖回答：“臣听说明王圣主，无不尊师贵道。今陛下来到我的家乡，是崇礼先师，增辉圣德。至于光荣，不是我能承担的。”汉章帝大笑：“不是圣人子孙，怎么会有这种话！”于是拜孔僖郎中，赐褒成侯孔损及孔氏家族男女钱帛，孔僖回到京师，在东观校书。
当年冬天，转任临晋令，崔骃以《家林》卜筮，认为不吉，阻止孔僖：“你推辞吧？”孔僖说：“学习不是为别人，出仕不挑官职，吉凶由己，怎么能由占卜？”在县三年，在官任上去世，遗命即时安葬。有二子：孔长彦（78－124）、孔季彦。

## 延伸阅读
[在维基数据编辑]
 《後漢書/卷79上》，出自范晔《後漢書》